# Куджіашвілі Іван Петрович
Іван Петрович Куджіашвілі (1906, місто Тифліс, тепер Тбілісі, Грузія — ?) — грузинський радянський державний діяч, 1-й секретар Південно-Осетинського обласного комітету КП Грузії, голова Тбіліського облвиконкому. Член ЦК Комуністичної партії Грузії. Депутат Верховної ради Грузинської РСР. Депутат Верховної ради СРСР 3—4-го скликань. 

## Життєпис
Народився в родині робітника. У 1923 році вступив до комсомолу. У 1924 році закінчив Тифліське фабрично-заводське училище імені Камо. Потім навчався в Москві.
Член ВКП(б) з 1928 року.
До 1929 року — на комсомольській роботі. З 1929 року — на радянській, комсомольській, партійній роботі в Грузинській РСР. 
У 1941—1942 роках — 2-й секретар Ахалкалацького районного комітету КП(б) Грузії.
У 1942—1946 роках — 1-й секретар Караязького районного комітету КП(б) Грузії.
У 1946 — грудні 1951 року — 1-й секретар Горійського районного комітету КП(б) Грузії.
4 грудня 1951 — травень 1953 року — голова виконавчого комітету Тбіліської обласної ради депутатів трудящих.
У травні 1953 — 1954 року — 1-й секретар Південно-Осетинського обласного комітету КП Грузії.
Подальша доля невідома.

## Нагороди
- два ордени Леніна
- орден Вітчизняної війни ІІ ст.
- два ордени «Знак Пошани»
- медаль «За оборону Кавказу»
- медаль «За доблесну працю у Великій Вітчизняній війні 1941—1945 рр.»
- медалі